# Skigebiet Krvavec
Das Skigebiet Krvavec liegt in den Kamniške Alpe (Steiner Alpen) in Slowenien.

## Lage

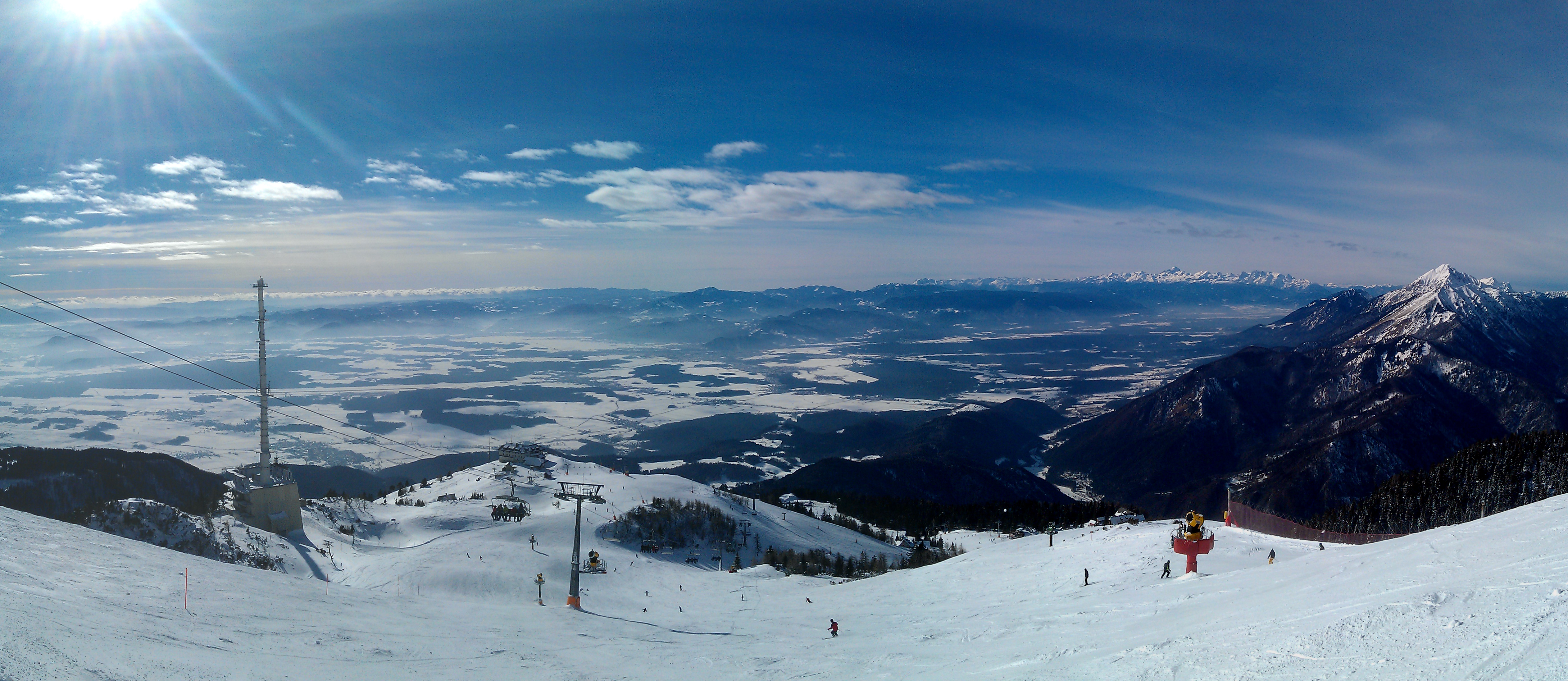
Panorama

Das kleine Gebiet liegt am Südrand der Steiner Alpen, in der Gemeinde Cerklje na Gorenjskem. Von der Hauptstadt Ljubljana 25 km, von Kranj 17 km und von Bled 35 km entfernt, ist es das wichtigste Skigebiet Sloweniens.
Es erstreckt sich von etwa 1450 m über Zveh (1971 m. i. J.), Krvavec (1853 m. i. J.) und Kržišče (1658 m. i. J.). Das Gebiet gilt als sehr schneesicher, 100 Tage werden garantiert, 150 Tage sind üblich. Auf dem Krvavec befindet sich außerdem der Sender Krvavec des slowenischen Rundfunks.

## Infrastruktur
Das Skigebiet erstreckt sich über 94 ha und hat 30 km Pisten (leicht 7 km, mittel 15 km, schwer 7 km Freeride/Route 1 km). Es gibt eine Kabinenbahn, 7 Sessellifte und 3 Schlepplifte. 95 % der Pisten können beschneit werden. Außerdem gibt es einen Snowpark mit Buckelpiste, Halfpipe, Boarder-cross, 50- und 70-m-Sprungschanzen. Daneben werden 3 km Loipe gespurt und eine Rodelbahn mit 300 m Länge ausgewiesen.